# Buzuluk
För andra betydelser, se Buzuluk (olika betydelser).

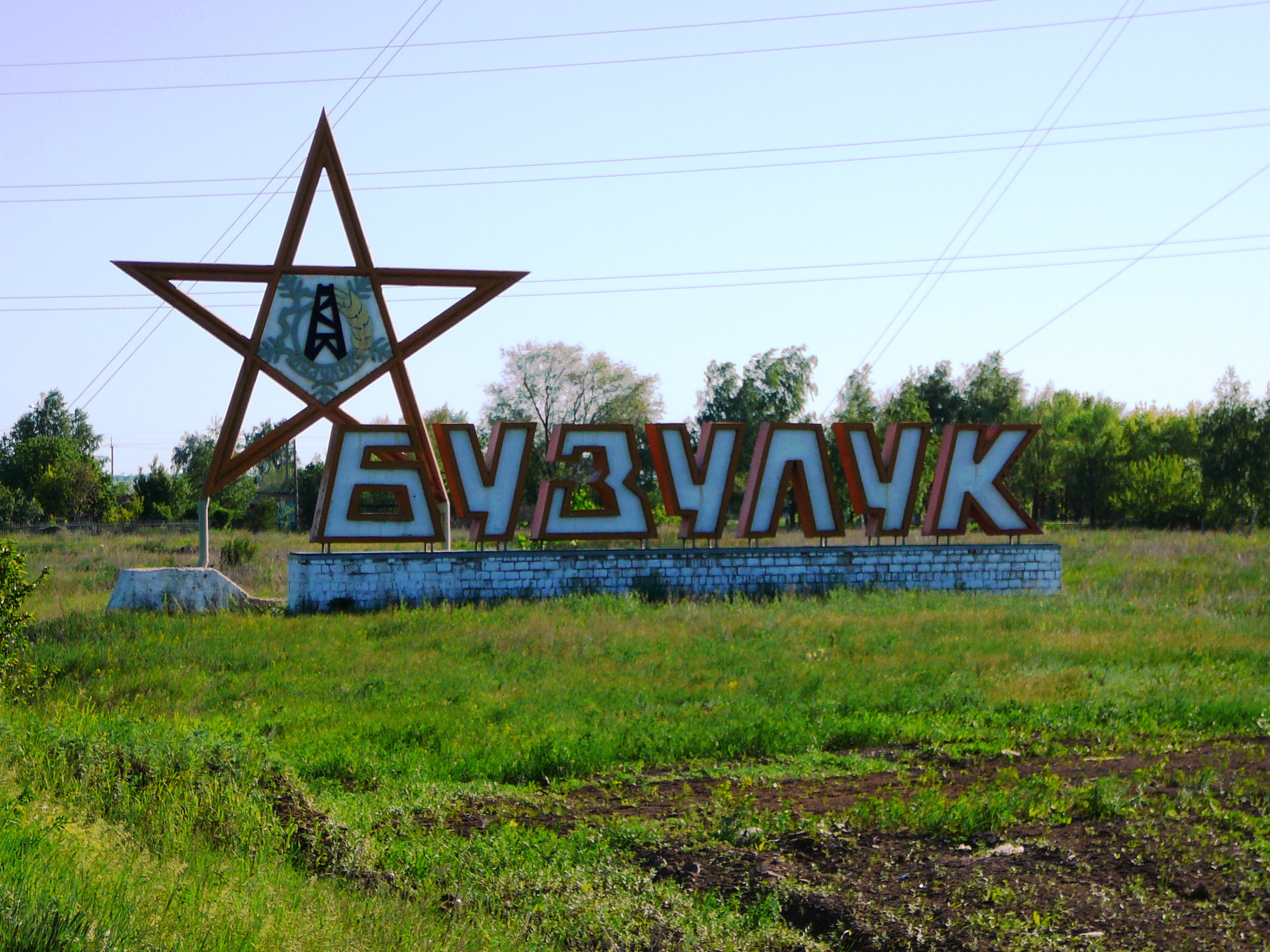
Skylt vid stadsgränsen.

Buzuluk (alternativt Busuluk, ryska Бузулук) är en stad i Orenburg oblast på västra stranden av Samarafloden vid Kujbysjev-Orenburgjärnvägen. Folkmängden uppgick till 85 199 invånare i början av 2015.
Buzuluk grundades 1736 som en fästning och blev 1718 kretsstad, först i guvernementet Orenburg, därefter från 1851 i guvernementet Samara. Buzuluk var under 1900-talet känt för sitt järnverk, sin traktorfabrik, en omfattande livsmedelindsutri, främst kvarnindustri och sin spannmålshandel.